# Prairieville (Luizjana)
Prairieville – jednostka osadnicza w Stanach Zjednoczonych, w stanie Luizjana, w parafii Ascension.